# Sula Lewitsch
Sula Lewitsch (* um 1900; † nach 1930) war eine deutsche Pianistin und (Film)-Komponistin.

## Leben und Wirken
Lewitsch spielte Ende der 1920er-Jahre im Tanzorchester von Dajos Béla, an dessen Plattenaufnahmen für Odeon sie mitwirkte. Im Bereich des Jazz war sie 1929/30 an 13 Aufnahmesessions beteiligt. Als Musikerin arbeitete sie um 1930 unter dem Kapellmeister Ernst Römer; als Musikerin bzw. Komponistin war sie für die Filmmusik der Tonfilme Der verjüngte Adolar (1931, Regie Georg Jacoby)  und Wehe, wenn er losgelassen (1932, Regie Martin Frič und Carl Lamac) verantwortlich. Lewitsch schrieb außerdem den Song Der findes ikke en som du (Text: Alfred Holck).
Über ihr späteres Leben, insbesondere nach der Machtergreifung durch die Nationalsozialisten, ist nichts bekannt. Möglicherweise ist Sula Lewitsch mit der seit den 1940er Jahren in den USA wirkenden Pianistin Sula Levitch identisch.